# Pir Compétition
Pir Compétition, souvent typographiée PiR Compétition, est une écurie française de sport automobile. Elle participe au championnat FIA des voitures de sport entre 1999 et 2003, puis aux Le Mans Endurance Series de 2004 à 2007. En outre Pir Compétition compte trois participations aux 24 Heures du Mans.

## Histoire
En 2004, l'écurie engage dans la catégorie LMP2, une version modifiée de la Pilbeam MP84, dénommée Pilbeam MP91, et remporte les 1 000 kilomètres de Monza, première course de l'histoire des Le Mans Endurance Series. L'équipe ne remporte pas d'autres courses pendant la saison mais parvient à accrocher la deuxième place du classement au championnat.
En 2005, Pir Compétition participe pour la première fois aux 24 Heures du Mans avec une Pilbeam MP93,.